# Archaraeoncus
Archaraeoncus es un género de arañas araneomorfas de la familia Linyphiidae. Se encuentra en el Este de Europa y Asia.

## Lista de especies
Según The World Spider Catalog 12.0:
- Archaraeoncus alticola Tanasevitch, 2008
- Archaraeoncus hebraeus Tanasevitch, 2011
- Archaraeoncus prospiciens (Thorell, 1875)
- Archaraeoncus sibiricus Eskov, 1988